# Sint-Galluskerk (Altenesch)
De Sint-Galluskerk in Lemwerder is oude dorpskerk van Altenesch, een plaats in de gemeente Lemwerder. De aan de heilige missionaris Gallus gewijde kerk betreft een eenbeukige baksteenkerk.

## Geschiedenis
De kerk werd in 1299 voor het eerst in een oorkonde vermeld. Het oudste deel van het gebouw betreft het kerkschip, later voegde men het polygonale koor toe en de houten toren werd pas in 1720 gebouwd. De klok stamt uit het jaar 1790.
Op de plaats van de huidige kerk stond eerder een voorganger, die tijdens de Slag bij Altenesch in 1234 afbrandde. Op een diepte van ongeveer 1,80 meter onder de kerk is het fundament van veldstenen nog altijd aanwezig. Vermoed wordt dat op deze plaats na het gewapend treffen de slachtoffers in een massagraf werden begraven.
De kerk werd tussen 1998 en 2004 grondig gerestaureerd en is de grotere van de twee kerken van de protestants-lutherse kerkgemeente Altenesch/Lemwerder. Het andere kerkgebouw betreft de kapel aan de dijk in Lemwerder.

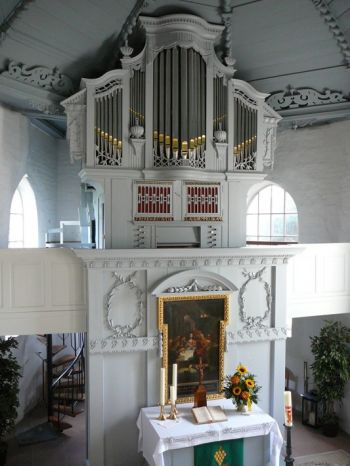
Orgel

## Interieur
Waarschijnlijk dateert een vroeggotisch beeld van Maria nog uit de voorgangerkerk. De biechtstoel in de kerk stamt uit de 15e eeuw. In het koor bevindt zich een polygonaal houten baldakijn uit de renaissance. De kansel werd gebouwd door Ludwig Münstermann en draagt voorstellingen van de kerkpatroon en de evangeliën. In de kerk zijn muurfresco's uit de 16e eeuw aanwezig van Jongste Dag en de heilige Christoffel. Het altaarretabel werd in classicistische stijl vervaardigd.

## Orgel
Georg Wilhelm Wilhelmi uit Stade bouwde in de jaren 1794-1795 het orgel in de kerk, dat vrijwel geheel bewaard bleef. Voor het laatst werd het orgel in de jaren 2007-2008 door Orgelmakerij van der Putten uit Finsterwolde gerestaureerd, waarbij de oorspronkelijke registers met twee tonen werden aangevuld. Het instrument bezit 18 registers verdeeld over twee manualen en pedaal.